# Mesorhaga canberrensis
Mesorhaga canberrensis är en tvåvingeart som beskrevs av Daniel J. Bickel 1994. Mesorhaga canberrensis ingår i släktet Mesorhaga och familjen styltflugor. Inga underarter finns listade i Catalogue of Life.